# Campeonato Asiático de Judo de 1991

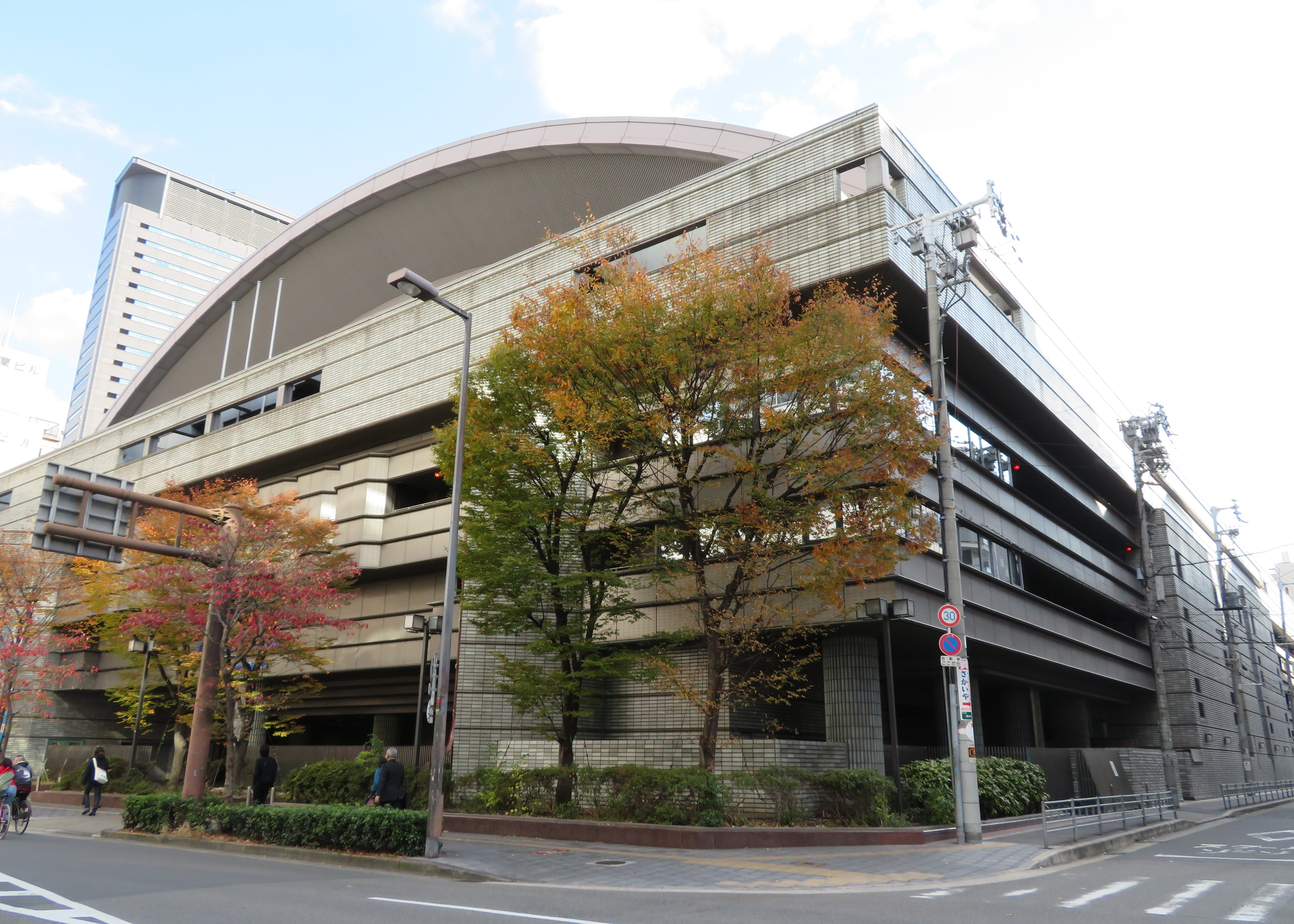
Gimnasio de la Prefectura de Osaka

El VIII Campeonato Asiático de Judo se celebró en Osaka (Japón) entre el 9 y el 10 de noviembre de 1991 bajo la organización de la Unión Asiática de Judo.
En total se disputaron dieciséis pruebas diferentes, ocho masculinas y ocho femeninas.

## Resultados

### Masculino
| Evento            | Oro                        | Plata                                  | Bronce                                                        |
| ----------------- | -------------------------- | -------------------------------------- | ------------------------------------------------------------- |
| –60 kg            | Yoon Hyun Corea del Sur    | Luvsansharavyn Rentsendorj Mongolia    | Tadashi Itakusu Japón Lin Wen-Liang China Taipéi              |
| –65 kg            | Kenji Maruyama Japón       | Han Bo-Sam Corea del Sur               | Kim Hyo-Son Corea del Sur Biala India                         |
| –71 kg            | Chung Hoon Corea del Sur   | Jaliuny Boldbaatar Mongolia            | Hideyuki Sakai Japón Kim Corea del Norte                      |
| –78 kg            | Jeon Man-Bae Corea del Sur | Yoshiyuki Takanami Japón               | Lo Yu-Wei China Taipéi Davaasambuuguiin Dorjbat Mongolia      |
| –86 kg            | Yoshio Nakamura Japón      | Dehghani Irán                          | Kim Seok-Gyu Corea del Sur Tsedendamba Tserenpuntsag Mongolia |
| –95 kg            | Michiaki Kamochi Japón     | Zareian Irán                           | Lee Chung-Seok Corea del Sur Batbayar Mongolia                |
| +95 kg            | Kim Kun-Soo Corea del Sur  | Hideyuki Sekine Japón                  | Odvoguin Balzhinniam Mongolia Guo Yubin China                 |
| Categoría abierta | Jun Konno Japón            | Badmaanyambuuguiin Bat-Erdene Mongolia | Guo Yubin China Yan China Taipéi                              |

### Femenino
| Evento            | Oro                          | Plata                      | Bronce                                                |
| ----------------- | ---------------------------- | -------------------------- | ----------------------------------------------------- |
| –48 kg            | Tang Lihong China            | Huang Yu-Shin China Taipéi | Ryoko Tamura Japón Erdenet-Od Mongolia                |
| –52 kg            | Su China                     | Mutsumi Ueda Japón         | Kim Eun-Hee Corea del Sur Chou Yu-Ping China Taipéi   |
| –56 kg            | Jung Sung-Sook Corea del Sur | Chiyori Tateno Japón       | Tseng Hsiao-Fen China Taipéi Law Hong Kong            |
| –61 kg            | Wang Yangbei China           | Koo Hyun-Suk Corea del Sur | Hiroko Kitazume Japón Badamsuren Mongolia             |
| –66 kg            | Ryoko Fujimoto Japón         | Wu Jiu-Ling China Taipéi   | Keum Jin-Hee Corea del Sur Yalin Indonesia            |
| –72 kg            | Yoko Tanabe Japón            | Leng Chunhui China         | Cho Hyun-Suk Corea del Sur Hsu Yu-Gu China Taipéi     |
| +72 kg            | Qiao Yanmin China            | Yukari Asada Japón         | Chak Mi-Jeong Corea del Sur Chen Mei-Hui China Taipéi |
| Categoría abierta | Qiao Yanmin China            | Cho Hyun-Suk Corea del Sur | Noriko Matsuo Japón Sambuuguiin Dashdulam Mongolia    |

## Medallero
| Núm. | País            | Oro | Plata | Bronce | Total |
| ---- | --------------- | --- | ----- | ------ | ----- |
| 1    | Japón           | 6   | 5     | 5      | 16    |
| 2    | Corea del Sur   | 5   | 3     | 7      | 15    |
| 3    | China           | 5   | 1     | 2      | 8     |
| 4    | Mongolia        | 0   | 3     | 7      | 10    |
| 5    | China Taipéi    | 0   | 2     | 7      | 9     |
| 6    | Irán            | 0   | 2     | 0      | 2     |
| 7    | Corea del Norte | 0   | 0     | 1      | 1     |
| 7    | Hong Kong       | 0   | 0     | 1      | 1     |
| 7    | India           | 0   | 0     | 1      | 1     |
| 7    | Indonesia       | 0   | 0     | 1      | 1     |
|      | TOTAL           | 16  | 16    | 32     | 64    |